# Elementalic
Elementalic is een subcultuur binnen de (subcultuur) Gothic. Het is ontstaan aan het einde van de 20e eeuw. Ook deze subcultuur wordt geassocieerd met muziek en kleding.

## Wat is Elementalic?
Elementalic is een subcultuur binnen de Gothic. Maar in tegenstelling tot Gothic heeft het Elementalic wel een filosofische achtergrond.
Aanhangers van het Elementalic geloven dat alles wat er bestaat, bestaat uit vijf elementen. Deze elementen zorgen voor alles wat je doet. Het bepaalt bijvoorbeeld hoe snel je geweld gebruikt, of hoe makkelijk je kunt leren en datgene wat je leert snel in theorie kunt gebruiken. Deze 5 elementen kunnen voorkomen in verschillende samenstellingen per persoon / ding / etc. wat de verschillen per mens verklaart.

## Elementen
De 5 elementen hebben ieder een symbool, of worden samen in een symbool neergezet die te vergelijken is met een pentagram.
Ieder van de vijf elementen heeft speciale eigenschappen die typerend zijn voor dat element. 
De elementen hebben een beeld gekregen die vaker in het Engels als in het Nederlands wordt vertaald. Deze beeldvormingen hebben niks te maken met wat het daadwerkelijk is.
Ieder persoon heeft één 'Daihram', dit betekent dat een persoon, dier of plant uit voornamelijk één element bestaat. Zo bestaan er Earth (aarde) Daihram, dit zijn organismen die voornamelijk uit de element Earth (aarde) bestaan. Zij zijn dus extra agressief, en sterk.
De elementen zijn opvolgend waarin ze vaak worden genoemd:
Geest (Spirit), Wind (Air), Vuur (Fire), Water (Water), en Aarde (Earth).
De volgende eigenschappen worden gegeven aan deze elementen.
- De Geest (Spirit) is het element van zelfstandigheid en mentale kracht. Het geeft je je eigen wil en bepaalt hoe sterk die wil is.

- De Wind (Air) element zorgt voor emoties en bewegingen. Het geeft je gevoelens en de mogelijkheid om die gevoelens te uiten.

- Het Vuur (Fire) is het element van kennis en theorie. Het geeft je de mogelijkheid om te leren en om de kennis te gebruiken in de theorie.

- Het Water (Water) element is het element van intuïtie. Het zorgt ervoor dat je instinctief kan handelen.

- De Aarde (Earth) element is het element van kracht en geweld. Het geeft je kracht en mogelijkheid tot geweld tegenover iets of iemand anders.

## Magisch?
Meditatie is een belangrijk onderdeel in het Elementalic, volgens hen zorgt het voor een sterke energie stroom in het lichaam. Dit kan daarna volgens hen gebruikt worden om een soort van magie te gebruiken. Het soort van krachten die ze hierbij gebruiken ligt aan hun Daihram. Zo kunnen Wind (Air) Daihram volgens hun makkelijker emoties beïnvloeden, of Geest(Spirit) Daihram kunnen sneller reageren op hun omgeving.

## Toekomst
Een (aanhangers van het) Elementalic geloven dat alles gebeurt met een reden, en dat elke reden een doel heeft. Dit doel wordt gezocht door naar verschillende bronnen te kijken, zoals je eigen elementen structuur en de natuur maar ook reacties van anderen.
Zodra een Elementalic zijn doel heeft gevonden zal hij/zij dit nastreven. Als het doel is voltooid krijgt hij/zij een keuze, namelijk of hij/zij de gevolgen wil bekijken van zijn/haar handelen, of hij/zij beëindigt het leven voor deze persoon.

## Flora en Fauna
Een Elementalic is sterk verbonden met de natuur. Zowel de planten en bomen als de dieren. Een Elementalic geloofd dat niet alleen mensen, maar ook alle andere dieren ieder een aparte elementen structuur hebben. Voor hen zijn mensen dus gelijk aan planten en dieren. Het is dan ook zo dat de meeste vinden dat de maatschappij van vandaag de dag weg moet en dat men meer moet leven zoals vroeger werd gedaan, kleine dorpen, persoonlijk voor je voedsel zorgen, en het allerliefst zelfs anarchie. Dit alles om de natuur zo goed mogelijk te behouden.

## Andere deelgroepen
Onder Elementalic zijn er nog vele deelgroepen waar bijna ieder wel een deel van is. Ook organiseren ze zich in 'Clans' of 'Guilds'. Vele van deze zijn onbekend voor buitenstanders, en het is dus ook moeilijk om er een te vinden als je jezelf aan willen melden. Het is wel bekend dat deze 'clans' bestaan uit voornamelijk één 'Daihram'. 
Ook is het mogelijk om bijvoorbeeld een 'Monk' of een 'Bloodmage' te worden. Dit bepaalt weliswaar voor een groot gedeelte je levensloop.